# SGR 1806-20
SGR 1806-20是一顆位於人馬座的磁星（中子星的一種），也是人們已知的軟γ射線重複爆發源(SGR)之一。它距離地球約50,000光年，直徑不多於20公里，自轉週期為7.5秒。
這顆磁星曾於大約50,000年前發生爆炸，至2004年12月27日，它爆發後產生的輻射抵達地球。如果以伽瑪射線的光度作計算，這場爆發比滿月還要亮，其絕對星等約為負29等，也是地球能觀測的所有日外爆炸事件中，源頭最亮的一次，所釋出的功率也大得驚人，達1.3×1040 W，相等於太陽15萬年的能量總和。這次爆炸的伽瑪射線擾動了地球的電離層，使離子數量增加，從而令體積稍微增大。另外，這場爆炸也是自1604年，德國天文學家開普勒觀測到的超新星SN 1604爆炸以來，最大規模的一次。
如果同類型的爆炸發生在3秒差（10光年）的距離以內，地球的臭氧層將被摧毀，其威力相等於12,000公噸的TNT炸藥在7.5公里上空爆炸（50 TJ）。幸好在此範圍內並沒有這些天體，在現今已知的磁星中，最近的1E 2259+586，距離地球4,000秒差（13,000光年）。

## 相關網站
- NASA: Cosmic Explosion Among the Brightest in Recorded History（页面存档备份，存于）
- 天文史上銀河系最劇烈的爆發
- Sky and Telescope：最明亮的爆发
- 中子星爆發橫越銀河系（页面存档备份，存于）